# Elophila nymphaeata
Elophila nymphaeata — вид лускокрилих комах родини вогнівок-трав'янок (Crambidae).

## Поширення
Вид поширений в Європі та Північній Азії на схід до Китаю та Далекого Сходу Росії.

## Опис
Розмах крил становить 16-20 мм. Передні крила вохристо-жовті з темно-коричневим візерунком. Задні крила мають подібний візерунок, але на білій основі.
Личинка світло-коричнева; спинна лінія темніша; голова світло-коричнева. Веде водний спосіб життя і має трахеальні зябра. Живе у плоских овальних плаваючих футлярах із фрагментів листя водних рослин.

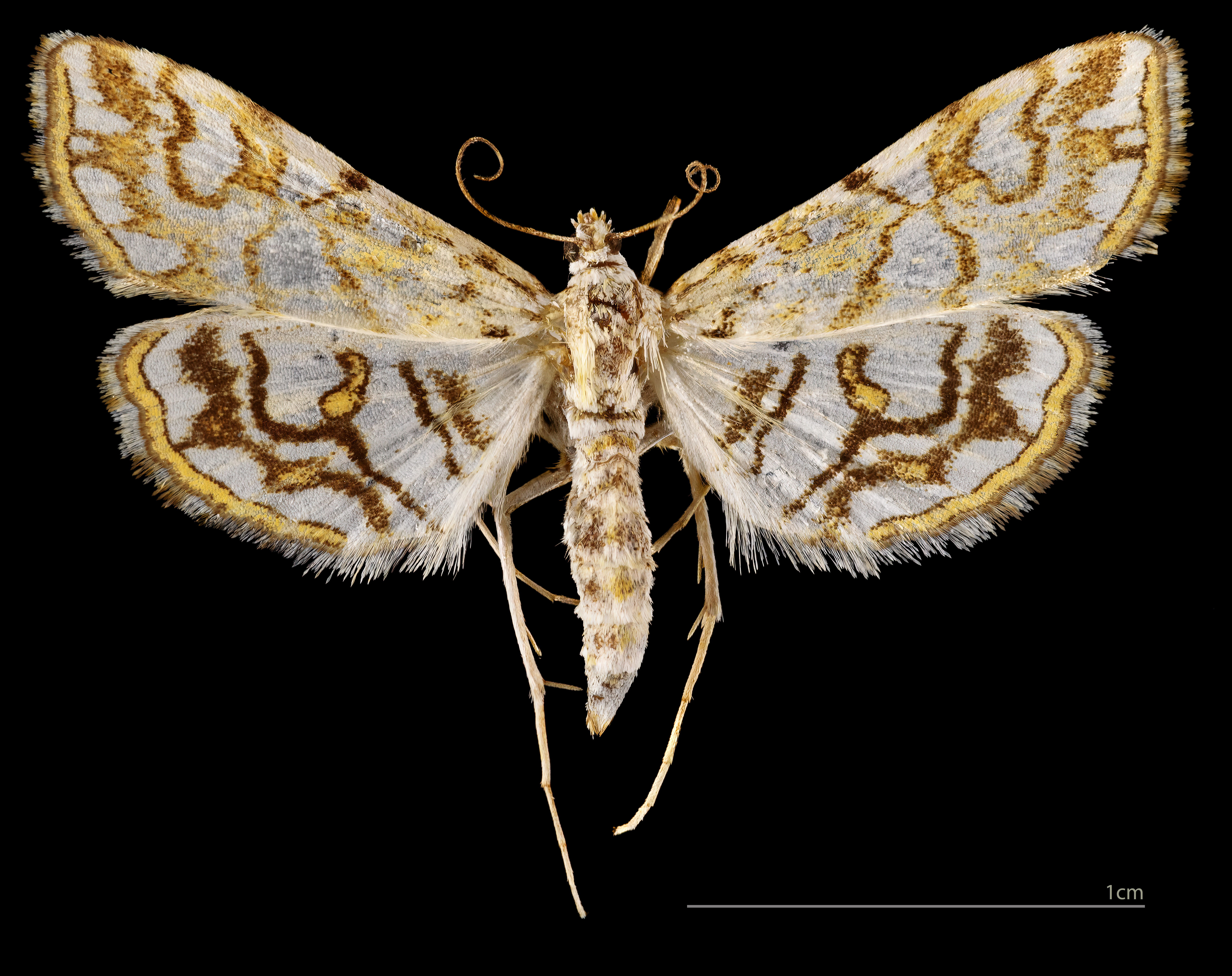
♂
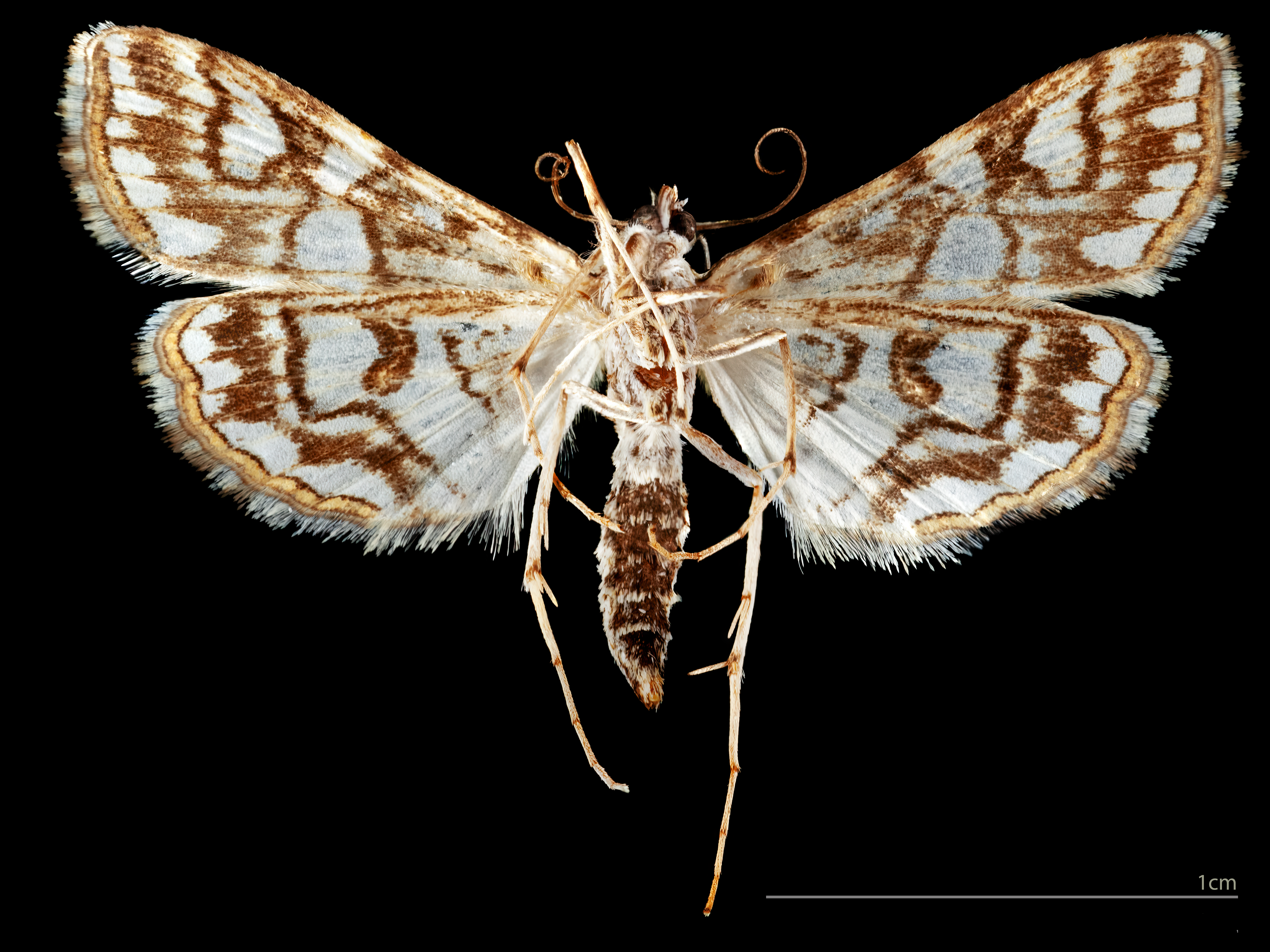
♂ △

## Спосіб життя
Імаго літають з травня по вересень залежно від місця розташування. Личинки харчуються листям латаття, рдесника і глечиків жовтих.

## Підвиди
- Elophila nymphaeata nymphaeata
- Elophila nymphaeata silarigla Speidel, 1984 (Алжир і Марокко)